# Ласта (авион)
Ласта (авион) је развијан за основно школовање пилота, у оквиру постојећег тростепеног система. Првим тактичко – техничким захтевима (ТТЗ-ом) је дефинисан за потпуно и рационално оспособљавање пилота, ученика за прелазак на авион Г-4 Супер Галеб, на виши степен школовања и обуке. После авиона Г-4 супер галеб, предвиђено је да ученик пређе, на борбену обуку, на авион Орао и на будући Нови авион. Пре увођења у оперативну употребу борбених авиона, с мотором на млазни погон, тростепени систем школовања војних пилота се реализовао на Аеро-3, затим на прелазном авиону 522 и коначно на борбеним авионима С-49Ц и P-47 Тандерболт.
Коначан, привремен прекид програма авиона „Ласта“ је проузрокован познатим догађањима на овим просторима, распадом државе, војске, економском кризом и распадом система финансирања, развоја и производње.
Пре тога је за прву верзију Ласта 1 лансирана производња предсерије, на основу резултата испитивања у лету. Затим је на крају производње предсерије истој производња обустављена. Израђен су нови тактичко – техничким захтеви и програм реализације за другу верзију Ласта 2, што је такође обустављено услед распада земље, политичке и економске кризе.
Крајем 1993. године и почетком 1994, у жељи да се пројекат настави, дефинисани су нови тактичко - технички захтеви, за стандард Ласта 95. Војнотехнички институт је урадио Програм реализације 1995. године, на основу чега је урађен прототип. Извршена је ревизија ТТЗ-а, по филозофији да авион „Ласта“ буде ближи по летним карактеристикама, старом авиону Аеро-3, гледано у односу на претходну дефиницију. Без „оптерећења“ карактеристикама авиона Г-4 супер галеб.
Први лет авиона Ласта 95, извршио је пробни пилот Салко Хаџић, 5. фебруара 2009. године.
Корисници авиона Ласта 95 су ратна ваздухопловства Ирака и Србије.

## Историја и развој
Због сталног раста цене горива и померања граница брзине и сложености борбених авиона, у свету се искристалисала концепција клипног или турбомлазног лаког авиона, за основно школовање пилота. Југословенско Ратно ваздухопловство и противваздушна одбрана се определило за тај концепт и сагласно с тим је то опредељење разрадило у Стратегији развоја РВ и ПВО, на основу је и дефинисан ТТЗ, за развој авиона те категорије. У међувремену, силом прилика, користила се Утва 75 за основно школовање пилота иако тај авион за то није намењен. Још увек се користи, пошто је тек сада почела да пристиже замена. Код авиона Утва 75 ученик и наставник седе један поред другог. Војни пилоти се приоритетно школују и обучавају, посебно у акробацијама, са оба седишта у равни симетрије, као да су у борбеном авиону. Поред тога, Утва 75 је развијена по нормама туристичких авиона а војни пилоти се школују да лете на авионима који испуњавају MIL прописе.
Ратно ваздухопловство и противваздушна одбрана се определило у својој студији Стратегија развоја РВ и ПВО и дефинисаном ТТЗ-у, да споји некадашње улоге авиона Аеро-3 и 522 са покренутим пројектом школског авиона „Ласта“, са кога је прелазак на Г-4 Супер Галеб, са економичном прерасподелом часова летења у току школовања пилота. Тај захтев је подразумевао авион опремљенији, удобнији, боље наоружан и с већим брзинама полетања и слетања. При одређивању ТТЗ-а, за авион „Ласта“, кључно питање је било, за коју реперну тачку дефинисати захтеве за „Ласту“, у распону могућности између једноставног авиона, класе Аеро-3 и Г-4. Крајем осамдесетих и почетком деведесетих година 20. века, тадашње РВ и ПВО се определило да се дефиницијом ТТЗ-а приближи авиону Г-4. „Ласта“ је програмирана на основу тих захтева, за лаку и рационалну припрему пилота, ученика, за прелазак на Г-4. То је био прилаз, првенствено, пилотског школског центра. То је последично, значило, већа опремљеност (већа маса) и мања површина крила, за веће брзине полетања и слетања. Ваздухопловнотехнички институт је, на основу дефинисаног ТТЗ-а и свога искуства с претходних програма, урадио програмске документе, сагласно важећим прописима.
Сагласно тим одлукама и документима, Ваздухопловнотехнички институт је урадио Програм реализације (ПР), у септембру 1982. године. Из наведеног прилаза је произашла диктирана опремљеност (већа маса) и мања површина крила, за веће брзине полетања и слетања. По усвајању ПР-а, Институт је урадио пројекат и водио прототипски развој у оквиру фабрике Утва, Панчево и коопераната осталих фирми ваздухопловне индустрије СФРЈ. Све послове на развоју авиона „Ласта“, у Институту, је водио дипл. инж. Милош Петрић, у својству Директора програма. Ова прва варијанта је касније, ради распознавања, названа Ласта 1.
Направљена су два прототипа, први је полетео 2. септембар 1985. године, у Ваздздухопловноопитном центру (ВОЦ), на аеродрому Батајница, са пробним пилотом, Начелником ВОЦ-а, пуковником Живаном Калићем.

### Ласта 1
На основу дотадашњих резултата испитивања у лету, Ваздухопловноопитни центар даје закључак: 
На основу досадашњих карактеристика и перформанси авион Ласта 1 има добре изгледе за даљи развој и може се приступити изради предсерије
.
Испитивањем у лету Ласте 1, утвђено је:
- Маса авиона је прекорачена, у односу на ТТЗ, за 3 до 6%.
- Понашање авиона на малим брзинам је добро, нема тенденције самовољног уласка у ковит, а предзнак преласка максималног узгона (брзине сваљивања) је слабо изражен.

- Авион је уздужно и попречно - смерно статички стабилан.
- Уздужна и попречно - смерна динамичка стабилност задовољава пропис MIL 8785B.
- Крилца су ефикасна.
- У ковиту су испуњени услови из прописа: AP970, MIL и FAR.
- У стационарном режиму лета нису били испуњени услови ТТЗ-а. То је отклоњено у предсерији.
- Могуће је извођење еволуција у вертикалној равни, али је пад брзине (успоравање) знатно и захтева прецизно управљање, без већег одступања.[1]

Овај први извештај ВОЦ-а за Ласту 1 је практично био позитиван, са мањим уобичајеним примедбама „дечјих болести“, као за сваки авион у развоју. На основу те прве позитивне оцене донета је одлука о производњи предсерије од шест авиона Ласта 1, 1985. године, па је повећано на десет.
У оквиру те производње шест структура авиона „Ласта“ је склопљено у фабрици авиона Утва. У току НАТО бомбардовања, 1999. године, потпуно је уништено пет тих склопова, а један је тешко оштећен. Та оштећена „Ласта“ је изложена у Музеју ваздухопловства.
Ласта 1 у три пројекције

### Ласта 2
Са накнадним извештајем после испитивања предсерије, Ваздухопловноопитни центар мења претходни закључак и на основу примедби на ергономију кабине и аеродинамичких карактеристика, сматра: „да авион није погодан за основну обуку пилота“.
Претходни познати догађаји распада СФРЈ и ЈНА, праћени санкцијама и тешком економском кризом прекинули су све могућности за даљи развој и производњу. Било је више покушаја наставка програма „Ласта“ с редефинисањем ТТЗ-а, па и прототипског стандарда.
Дефинисани су нови тактичко - технички захтеви, 1989. године. Избачено је стриктно везивање за карактеристике авиона Г-4 Супер Галеб, већ је уопштено дата дефиниције за општи стандард авиона са млазним мотором. Тај стандард је назван Ласта 2. Овај пројекат је прекинут 1991. године, због распада СФРЈ и настале кризе.

### Ласта 95
Коначно, крајем 1993. године и почетком 1994. у жељи да се пројекат настави, дефинисани су нови тактичко - технички захтеви, за стандард Ласта 95. Војнотехнички институт је урадио Програм реализације 1995. године, на основу чега је урађен прототип. Извршена је ревизија ТТЗ-а, по филозофији да авион „Ласта“ буде ближи по летним карактеристикама, категорије ранијег авиона Аеро-3, гледано у односу на претходну дефиницију. Без „оптерећења“ карактеристикама Г-4. Значи, без захтева да кабина буде блиска постојећој од Г-4 и да брзине полетања и слетања буду што ближе томе наредном авиону. То је значило редукција опреме и њен избор за лаке авионе (без обзира на Г-4), смањењу висине авиона, измена профилације трупа и повећање површине крила. Значи, нова дефиниција је општа, без раније намене да тај авион буде лак прелаз на Г-4 и блиско компатибилан с њим. Ласта 95, тако дефинисана је добијена репројектом постојеће Ласте 1.
Прототип авиона Ласта 95 је израђен у фабрици авиона Утва. Први лет је извршио, пробни пилот Салко Хаџић, 5. фебруара 2009. године. Затим су отпочела прототипска испитивања у Ваздухопловноопитном центру.
Извршене су испоруке авиона Ласта 95, ирачком и српском ваздухопловству.
Ласта 75 у три пројекције.

## Конструкција „Ласте“
Ласта је једномоторни авион, нискокрилац, металне конструкције, два класична пилотска седишта (постављена један иза другог) и увлачећи стајни органи типа трицикл. Стајни органи обезбеђују поуздано полетање и слетање с бетонских и травнатих стаза, као и вожњу (рулање) по земљи.
Авион Ласта је пројектован за услове високе акробатске категорије. Сагласно с тим, горивна и уљна инсталација му обезбеђују леђни лет у трајању до 60 секунди, по Федералним авионским прописима (F.A.R. -Part 23: Airworthiness Standards):
- У основној варијанти авиона по захтевима из прописа који се односе на категорију за акробације (aerobatic), са границама фактора аеродинамичког оптерећења n = -3 – 6.
- Нови тактичко - технички захтеви, урађени почетком 1989. године, поседовао је разлике у односу на претходни: У варијанти авиона са наоружањем, са границама фактора аеродинамичког оптерећења n = -1,8 – 4,4.

Карактеристике авиона обезбеђују обуку пилота у наменама:
- основног летења,
- фигурног летења,
- навигације,
- инструменталног летења,
- основних елемената ноћног летења,
- инструменталног слетања, 2. категорије и
- основних елемената гађања, ракетирања и бомбардовања (ГРБ).[1][2][4]

У домену стабилности и управљивости, Ласта испуњава категорију I. У превученом лету је обезбеђена најава близине режима на αkr (критични нападни угао) с трешњом авиона, услед контролисаног локалног отцепљења ваздушне струје.
Погон авиона сачињава мотор Lycoming AEIO 540-L 1B5.D, боксер, са шест цилиндара, са директним убризгавањем горива и ваздушним хлађењем. Намењен је за акробатско летење. Максимална снага му је 220 KW. Замењена је елиса, уместо дрвене трокраке типа Хофман (енгл. Hoffman) (на Ласти 1), усвојена је двокрака, метална типа Харцел (енгл. Hartzell), пречника 1,93 m.
Стандард Ласте 95 се заснива на претходним прототиповима Ласте 1, у односу на које су уведене измене:
- смањена је висина силуете авиона, скраћивањем ногу стајних органа,
- повећана је дужина трупа,
- повећана је површина крила с 11 m² na 12,9 m²,
- уместо трокраке, интегрисана је двокрака елиса,
- редукована је опрема,
- акумулатори су мање масе,
- смањена је укупна маса авиона, за близу 200 kg и
- повећана је избоченост поклопца (калоте) кабине.

Направљене разлике између ова два стандарда авиона, значајније утичу, првенствено на минималну брзину.
У односу на Ласту 1 репројектовано је крило, са другим аеропрофилима и већом површином. Труп је такође репројектован, уз смањење масе, побољшане профилације и са интегралном структуром са вертикалним репом.

## Опрема и кабина
На авиону Ласта је обезбеђена радио комуникација ваздух-земља, ваздух-ваздух, у VKT и UKT опсегу. Обезбеђен је једновремени пријем звучних сигнала на пилотским слушалицама од свих електронских уређаја и међусобне комуникације ученик-наставник. Обезбеђена је навигација на основу земаљских радио фарова, VOR и DME. Обезбеђена је могућност слетања и полетања у сложеним метео условима, у категорији II и ноћу с ILS, с мерењем и приказивањем курса лета и висине од тла.
Ласта поседује поуздан електро систем с 28 V, пројектован по MIL прописима.

## Наоружање
Ласта поседује два универзална крилна носача спољњег наоружања, носивости 2x 120 kg. На овим носачима се постављају средства за обуку у гађању, ракетирању и бомбардовању (ГРБ) и то у варијантама:
- гађање с два митраљеза, калибра 7,36 mm, интегрисаним у контејнере, с борбеним комплетом од по 500 метака
- ракетирање с два седмоцевна лансера, калибра 57
- бомбардовање с две бомбе, калибра од 100 kg.

Према захтевима, опционо је Ласта 95 опремљена колиматорским или оптоелектронским нишаном.
Тактички радијус, у профилу лета НИСКО-ВИСОКО-НИСКО, за све врсте ношеног наоружања износи до 400 km.

## Табеларни преглед авиона за почетну обуку
| Карактеристике варијанти авиона „Ласта“ | Карактеристике варијанти авиона „Ласта“                                                               | Карактеристике варијанти авиона „Ласта“                                                               | Карактеристике варијанти авиона „Ласта“                                                               |
| Параметри                               | Ласта 1                                                                                               | Ласта 2                                                                                               | Ласта 95                                                                                              |
| --------------------------------------- | --- | --- | --- |
| Посада                                  | 2 | 2 | 2 |
| Дужина                                  | 8,04 m                                                                                                | 7,54 m                                                                                                | 7,97 m                                                                                                |
| Размах                                  | 8,34 m                                                                                                | 8,92 m                                                                                                | 9,71 m                                                                                                |
| Висина                                  | 2,96 m                                                                                                | 2,8 m                                                                                                 | 3,16 m                                                                                                |
| Површина                                | 11 m²                                                                                                 | 11,4 m                                                                                                | 12,9 m²                                                                                               |
| Маса (празног)                          | 1.100 kg                                                                                              | | 888 kg                                                                                                |
| Максим. маса                            | 1.630 kg                                                                                              | | 1.210 kg                                                                                              |
| Мин. брзина                             | 131 km/h                                                                                              | | 110 km/h                                                                                              |
| Највећа брзина                          | 345 km/h                                                                                              | 345 km/h                                                                                              | 320 km/h                                                                                              |
| Плафон лета                             | 5.200 m                                                                                               | | 6.000 m                                                                                               |
| Брзина пењања                           | 7,4 m/s                                                                                               | 8 m/s                                                                                                 | 8,5 m/s                                                                                               |
| Долет                                   | 1.060 km                                                                                              | 1.060 km                                                                                              | 1.160 km                                                                                              |
| Фактор оптерећења                       | +6 / -3                                                                                               | +6 / -3                                                                                               | +6 / -3                                                                                               |
| Мотор                                   | 1 Лајкоминг AEIO-540-L1B5.D                                                                           | 1 Лајкоминг AEIO-540-L1B5.D                                                                           | 1 Лајкоминг AEIO-540-L1B5.D                                                                           |
| Снага                                   | 224 kW                                                                                                | 224 kW                                                                                                | 224 kW                                                                                                |
| Наоружавање                             | 2 подкрилна носача 2 бомбе 100 kg 2 контејнера са митраљезима 7,62 mm (500 метака) 2 L- 57-07 7х55 mm | 2 подкрилна носача 2 бомбе 100 kg 2 контејнера са митраљезима 7,62 mm (500 метака) 2 L- 57-07 7х55 mm | 2 подкрилна носача 2 бомбе 100 kg 2 контејнера са митраљезима 7,62 mm (500 метака) 2 L- 57-07 7х55 mm |

| Упоредни преглед карактеристика авиона, сличне класе „Ласти“ | Упоредни преглед карактеристика авиона, сличне класе „Ласти“ | Упоредни преглед карактеристика авиона, сличне класе „Ласти“ | Упоредни преглед карактеристика авиона, сличне класе „Ласти“ | Упоредни преглед карактеристика авиона, сличне класе „Ласти“                                          |
| Параметри                                                    | TB 30 епсилон                                                | Аеромаки SF260                                               | T-35 пилан                                                   | Ласта 95                                                                                              |
| ------------------------------------------------------------ | ------------------------------------------------------------ | ------------------------------------------------------------ | ------------------------------------------------------------ | --- |
| Посада                                                       | 2                                                            | 2-3                                                          | 2                                                            | 2 |
| Дужина                                                       | 7,59 m                                                       | 8,35 m                                                       | 8,00 m                                                       | 7,97 m                                                                                                |
| Размах                                                       | 7,92 m                                                       | 7,1 m                                                        | 8,84 m                                                       | 9,71 m                                                                                                |
| Висина                                                       | 2,63 m                                                       | 2,41 m                                                       | 2,64 m                                                       | 3,16 m                                                                                                |
| Површина                                                     | 9,00 m²                                                      | 10,1 m²                                                      | 13,7 m²                                                      | 12,9 m²                                                                                               |
| Маса (празног)                                               | 870 kg                                                       | 720 kg                                                       | 930                                                          | 888 kg                                                                                                |
| Максим. маса                                                 | 1.250 kg                                                     | 1.200 kg                                                     | 1.315 kg                                                     | 1.210 kg                                                                                              |
| Мин. брзина                                                  | 115 km/h                                                     | 104 km/h                                                     | 115 km/h                                                     | 110 km/h                                                                                              |
| Највећа брзина                                               | 520 km/h                                                     | 439 km/h                                                     | 446 km/h                                                     | 320 km/h                                                                                              |
| Плафон лета                                                  | 7.000 m                                                      | 4.660 m                                                      | 5.840 m                                                      | 6.000 m                                                                                               |
| Брзина пењања                                                | 9,17 m/s                                                     | 9 m/s                                                        |                                                              | 8,5 m/s                                                                                               |
| Долет                                                        | 1.300 km                                                     | 1.440 km                                                     |                                                              | 1.160 km                                                                                              |
| Фактор оптерећења                                            | +6 / -3                                                      | +6 / -3                                                      |                                                              | +6 / -3                                                                                               |
| Мотор                                                        | 1 Лајкоминг AEIO-540-L1B5.D                                  | 1 Лајкоминг O-540-E4A5                                       | 1 Лајкоминг O-540-E4A5                                       | 1 Лајкоминг O-540-E4A5                                                                                |
| Снага                                                        | 224 kW                                                       | 224 kW                                                       | 224 kW                                                       | 224 kW                                                                                                |
| Наоружавање                                                  | 2 подкрилна носача 480 kg                                    | 2 подкрилна носача 300 kg                                    |                                                              | 2 подкрилна носача 2 бомбе 100 kg 2 контејнера са митраљезима 7,62 mm (500 метака) 2 L- 57-07 7х55 mm |

## Корисници авиона Ласта 95
- Србија, Ратном ваздухопловству Србије је испоручено 2 прототипа и 14 серијских авиона.
- Ирак, Ирачком ратном ваздухопловству је испоручено 20 авиона Ласта 95.

## Галерија
- Уграђена опрема, у задњу кабину, за испитивање у лету
- Авион Ласта на аеро-митингу, на аеродрому Батајница, 13. септембра 2009.
- Ласта, при испитивању у лету.

## Удеси
У току развоја и одвијања програма „Ласта“, десило се више удеса и катастрофа, са трагичним исходом. Пошто су авионом управљали пробни пилоти опитног центра, остају за анализу разлози и преиспитивање организације и припремљености извршавања тих задатака. На овом лаком и једноставном авиону нема сложених система, чији откази могу бити разлози за тако неславну статистику. Ни у једном од тих удеса, није било отказа структуре нити њене хаварије.
- На прилазу аеродрому за слетање, стао је мотор и авион је принудно слетео испред аеродромске стазе. Разлог за овај удес је наведен, погрешна примена технологије на делу горивног система за леђни лет. Услед грешке у избору и заштити материјала, дошло је до хемијске нагрижености вентила за регулацију протока горива у леђном лету и исти је оштећен заглавио и прекинуо напајање мотора са горивом. Прототип је оштећен и трајно онеспособљен за употребу. Пробни пилот Ласло је остао неповређен.
- Током припрема за аеро-митинг, у бугарском граду Пловдиву, на батајничком аеродрому (Батајница) догодила се катастрофа са предсеријским авионом Ласта 1 № 53152. У тој катастрофи је изгубио живот тадашњи начелник Ваздухопловноопитног центра, пуковник Зоран Видић, 12. марта 1997. године.
- Авион Ласта 95 је пао 26. септембра 2012. године, у насељеном делу Нове Пазове. Погинуо је пилот мајор Горан Савић, а пилот инструктор је лакше повређен. За сада, још увек није објављен извештај о узроцима ове несреће.